# 남규홍
남규홍은 대한민국의 PD이다. SBS 시사교양본부 프로듀서이다.

## 학력
- 고려대학교 법학과 학사

## 경력
- SBS 프로듀서
- B&R 프로듀서
- MBC저널리즘스쿨 다큐멘터리 기획 강사

## 연출
| 연도 | 방송사 | 제목                                  | 담당           | 비고    |
| ---- | ------ | ------------------------------------- | -------------- | ------- |
| 1997 | SBS    | 한밤의 TV연예                         | -              |         |
| 2003 | SBS    | 생방송 세븐데이즈                     | -              |         |
| 2004 | SBS    | 백만불 미스터리                       | 연출           |         |
| 2005 | SBS    | 신기한 지구인                         | 기획           |         |
| 2006 | SBS    | 그것이 알고싶다                       | 연출           |         |
| 2008 | SBS    | 인터뷰 게임                           | 기획, 연출     |         |
| 2010 | SBS    | SBS 스페셜 나는 한국인이다 - 출세만세 | 연출           |         |
| 2011 | SBS    | SBS 스페셜 나는 한국인이다 - 짝       | 연출           |         |
| 2011 | SBS    | 짝                                    | 포맷기획, 연출 | 1~123회 |
| 2014 | SBS    | 일대일 - 무릎과 무릎사이              | 기획, 연출     | 파일럿  |

## 수상
- 2009년 제21회 한국PD대상 TV부문 실험정신상

## 도서
- 2011년 1월 7일 출세만세
- 2011년 12월 22일 짝
- 2014년 12월 10일 TV 방송기획, 생각대로 된다
- 2014년 12월 10일 나도 짝을 찾고 싶다